# Ordina Open 1997 - Qualificazioni singolare maschile
Le qualificazioni del singolare maschile dell'Ordina Open 1997 sono state un torneo di tennis preliminare per accedere alla fase finale della manifestazione. I vincitori dell'ultimo turno sono entrati di diritto nel tabellone principale. In caso di ritiro di uno o più giocatori aventi diritto a questi sono subentrati i lucky loser, ossia i giocatori che hanno perso nell'ultimo turno ma che avevano una classifica più alta rispetto agli altri partecipanti che avevano comunque perso nel turno finale.
Le qualificazioni del torneo Ordina Open 1997 prevedevano 32 partecipanti di cui 4 sono entrati nel tabellone principale.

## Teste di serie
1. Vince Spadea (Qualificato)
2. Guillaume Raoux (Qualificato)
3. Leander Paes (Qualificato)
4. Fernon Wibier (Qualificato)

1. Ionuț Moldovan (primo turno)
2. Ivo Heuberger (primo turno)
3. Jan-Michael Gambill (primo turno)
4. John van Lottum (primo turno)

## Qualificati
1. Vince Spadea
2. Guillaume Raoux

1. Leander Paes
2. Fernon Wibier

## Tabellone

### Legenda
| - Q = Qualificato - WC = Wild card - LL = Lucky loser | - ALT = Alternate - SE = Special Exempt - PR = Protected Ranking | - w/o = Walkover - r = Ritirato - d = Squalificato |

### Sezione 1
|  | Primo turno            | Primo turno            | Primo turno            | Primo turno | Primo turno |  |  | Secondo turno      | Secondo turno      | Secondo turno | Secondo turno | Secondo turno |   |   | Ultimo turno | Ultimo turno | Ultimo turno | Ultimo turno | Ultimo turno |  |
|  |                        |                        |                        |             |             |  |  |                    |                    |               |               |               |   |   |              |              |              |              |              |  |
|  | 1                      | Vince Spadea           | Vince Spadea           | 6           | 6           |  |  |                    |                    |               |               |               |   |   |              |              |              |              |              |  |
|  |                        | Chad Clark             | Chad Clark             | 4           | 1           |  |  | 1                  | Vince Spadea       | 4             | 7             | 6             |   |   |              |              |              |              |              |  |
|  | Mark Quinney           | Mark Quinney           | Mark Quinney           | 6           | 6           |  |  |                    | Mark Quinney       | 6             | 6             | 2             |   |   |              |              |              |              |              |  |
|  | Jean-François Bachelot | Jean-François Bachelot | Jean-François Bachelot | 4           | 2           |  |  |                    |                    |               |               |               |   |   | 1            | Vince Spadea | 6            | 3            | 6            |  |
|  | Roger Smith            | Roger Smith            | Roger Smith            | 6           | 6           |  |  |                    |                    |               | Roger Smith   | 3             | 6 | 3 |              |              |              |              |              |  |
|  | Elmar Gerth            | Elmar Gerth            | Elmar Gerth            | 1           | 1           |  |  | Roger Smith        | Roger Smith        | 2             | 7             | 6             |   |   |              |              |              |              |              |  |
|  |                        | Hendrik Jan Davids     | Hendrik Jan Davids     | 7           | 6           |  |  | Hendrik Jan Davids | Hendrik Jan Davids | 6             | 5             | 4             |   |   |              |              |              |              |              |  |
|  | 8                      | John van Lottum        | John van Lottum        | 5           | 3           |  |  |                    |                    |               |               |               |   |   |              |              |              |              |              |  |

### Sezione 2
|  | Primo turno      | Primo turno             | Primo turno             | Primo turno | Primo turno |  |  | Secondo turno           | Secondo turno           | Secondo turno           | Secondo turno           | Secondo turno           |   |   | Ultimo turno | Ultimo turno    | Ultimo turno    | Ultimo turno | Ultimo turno |  |
|  |                  |                         |                         |             |             |  |  |                         |                         |                         |                         |                         |   |   |              |                 |                 |              |              |  |
|  | 2                | Guillaume Raoux         | Guillaume Raoux         | 6           | 6           |  |  |                         |                         |                         |                         |                         |   |   |              |                 |                 |              |              |  |
|  |                  | Óscar Ortiz             | Óscar Ortiz             | 1           | 4           |  |  | 2                       | Guillaume Raoux         | Guillaume Raoux         | 6                       | 6                       |   |   |              |                 |                 |              |              |  |
|  | Jeff Coetzee     | Jeff Coetzee            | Jeff Coetzee            | 6           | 6           |  |  |                         | Jeff Coetzee            | Jeff Coetzee            | 0                       | 0                       |   |   |              |                 |                 |              |              |  |
|  | Michael De Jongh | Michael De Jongh        | Michael De Jongh        | 4           | 3           |  |  |                         |                         |                         |                         |                         |   |   | 2            | Guillaume Raoux | Guillaume Raoux | 6            | 6            |  |
|  | Alex Bose        | Alex Bose               | Alex Bose               | 6           | 6           |  |  |                         |                         |                         | Kirill Ivanov-Smolensky | Kirill Ivanov-Smolensky | 4 | 1 |              |                 |                 |              |              |  |
|  | Nebojša Đorđević | Nebojša Đorđević        | Nebojša Đorđević        | 4           | 1           |  |  | Alex Bose               | Alex Bose               | Alex Bose               | 3                       | 3                       |   |   |              |                 |                 |              |              |  |
|  |                  | Kirill Ivanov-Smolensky | Kirill Ivanov-Smolensky | 6           | 7           |  |  | Kirill Ivanov-Smolensky | Kirill Ivanov-Smolensky | Kirill Ivanov-Smolensky | 6                       | 6                       |   |   |              |                 |                 |              |              |  |
|  | 7                | Jan-Michael Gambill     | Jan-Michael Gambill     | 4           | 5           |  |  |                         |                         |                         |                         |                         |   |   |              |                 |                 |              |              |  |

### Sezione 3
|  | Primo turno           | Primo turno           | Primo turno           | Primo turno | Primo turno |  |  | Secondo turno         | Secondo turno         | Secondo turno         | Secondo turno | Secondo turno |   |   | Ultimo turno | Ultimo turno | Ultimo turno | Ultimo turno | Ultimo turno |  |
|  |                       |                       |                       |             |             |  |  |                       |                       |                       |               |               |   |   |              |              |              |              |              |  |
|  | 3                     | Leander Paes          | 6                     | 2           | 6           |  |  |                       |                       |                       |               |               |   |   |              |              |              |              |              |  |
|  |                       | Tuomas Ketola         | 1                     | 6           | 1           |  |  | 3                     | Leander Paes          | Leander Paes          | 6             | 6             |   |   |              |              |              |              |              |  |
|  | Stephen Noteboom      | Stephen Noteboom      | Stephen Noteboom      | 6           | 6           |  |  |                       | Stephen Noteboom      | Stephen Noteboom      | 4             | 4             |   |   |              |              |              |              |              |  |
|  | Maxime Boye           | Maxime Boye           | Maxime Boye           | 2           | 3           |  |  |                       |                       |                       |               |               |   |   | 3            | Leander Paes | 6            | 4            | 6            |  |
|  | Juan Ignacio Carrasco | Juan Ignacio Carrasco | Juan Ignacio Carrasco | 7           | 6           |  |  |                       |                       |                       | Joshua Eagle  | 2             | 6 | 4 |              |              |              |              |              |  |
|  | Franz Stauder         | Franz Stauder         | Franz Stauder         | 5           | 3           |  |  | Juan Ignacio Carrasco | Juan Ignacio Carrasco | Juan Ignacio Carrasco | 0             | 0             |   |   |              |              |              |              |              |  |
|  |                       | Joshua Eagle          | Joshua Eagle          | 7           | 6           |  |  | Joshua Eagle          | Joshua Eagle          | Joshua Eagle          | 6             | 6             |   |   |              |              |              |              |              |  |
|  | 5                     | Ionuț Moldovan        | Ionuț Moldovan        | 5           | 1           |  |  |                       |                       |                       |               |               |   |   |              |              |              |              |              |  |

### Sezione 4
|  | Primo turno     | Primo turno     | Primo turno     | Primo turno | Primo turno |  |  | Secondo turno  | Secondo turno  | Secondo turno | Secondo turno  | Secondo turno  |   |   | Ultimo turno | Ultimo turno  | Ultimo turno  | Ultimo turno | Ultimo turno |  |
|  |                 |                 |                 |             |             |  |  |                |                |               |                |                |   |   |              |               |               |              |              |  |
|  | 4               | Fernon Wibier   | Fernon Wibier   | 6           | 6           |  |  |                |                |               |                |                |   |   |              |               |               |              |              |  |
|  |                 | Trey Phillips   | Trey Phillips   | 4           | 3           |  |  | 4              | Fernon Wibier  | Fernon Wibier | 6              | 6              |   |   |              |               |               |              |              |  |
|  | Andrew Rueb     | Andrew Rueb     | Andrew Rueb     | 6           | 6           |  |  |                | Andrew Rueb    | Andrew Rueb   | 4              | 2              |   |   |              |               |               |              |              |  |
|  | Jim Thomas      | Jim Thomas      | Jim Thomas      | 2           | 4           |  |  |                |                |               |                |                |   |   | 4            | Fernon Wibier | Fernon Wibier | 6            | 7            |  |
|  | Olivier Mutis   | Olivier Mutis   | Olivier Mutis   | 6           | 6           |  |  |                |                |               | Andres Zingman | Andres Zingman | 4 | 5 |              |               |               |              |              |  |
|  | Nicolas Perrein | Nicolas Perrein | Nicolas Perrein | 3           | 1           |  |  | Olivier Mutis  | Olivier Mutis  | 6             | 6              | 5              |   |   |              |               |               |              |              |  |
|  |                 | Andres Zingman  | Andres Zingman  | 7           | 6           |  |  | Andres Zingman | Andres Zingman | 4             | 7              | 7              |   |   |              |               |               |              |              |  |
|  | 6               | Ivo Heuberger   | Ivo Heuberger   | 6           | 3           |  |  |                |                |               |                |                |   |   |              |               |               |              |              |  |